# Aden Abdullah Osman Daar
Aden Abdullah Osman Daar (1908 – 8. juni 2007) var Somalias første præsident, da landet blev selvstændigt i 1960.

## Biografi
Aden Abdulle Osman blev født i Beledweyne i Hiiraan-regionen. Efter at have taget sin uddannelse arbejdede han i administrative stillinger på forskellige statslige kontorer. Herefter helligede han sig sin egen forretning. I februar 1944 meldte han sig ind i partiet Somalisk Ungdomsklub (senere kaldet Somalisk Ungdomsliga – S.U.L.), hvor han snart blev medlem af forretningsudvalget og i 1946 udpeget til sekretær for Beledweyne-afdelingen. Aden Abdulle hører til klanen ujajeen som er under Hawiye-stammen.
I 1951 blev han udpeget til territorialrådet for Somalia, hvor han virkede til 1956 som S.U.L.-medlem, fra 1953 som vicepræsident for rådet. I 1954 blev han præsident for partiet, hvilket han var til 1956. I 1958 blev han igen valgt til partiets præsident, en post han beholdt samtidig med, at han var præsident for landets lovgivende forsamling til 1. juli 1960.
Territorialrådet blev i 1956 afløst af den lovgivende forsamling, og Osman Daar blev valgt til nationalforsamlingen fra Beledweyne-distriktet ved de almindelige valg, og parallelt hermed blev han valgt som præsident for den lovgivende forsamling.
I 1959 blev der afholdt almindeligt valg, hvor han blev genvalgt til nationalforsamlingen, der igen udpegede ham som præsident. Han beholdt posten, da den lovgivende forsamling blev omdannet til grundlovgivende forsamling.
Som præsident for den grundlovgivende forsamling blev det Osman Daar, der 1. juli 1960 udråbte Somalia som uafhængig republik, der forenede det nordlige og det sydlige territorium, de tidligere Britisk Somaliland og Italiensk Somaliland. Nationalforsamlingen valgte ham som provisorisk præsident for republikken for en periode af 1 år, og i 1961 blev han genvalgt, denne gang for 6 år.
Aden Abdullah Osman Daar koncentrerede sin indsats på lovmæssige, sociale og økonomiske studier. Ved siden af somali talte han italiensk, engelsk og arabisk. 
Ved præsidentvalget i 1967 blev han slået af Abdirashid Ali Shermarke, og hans embedsperiode afsluttedes 10. juni 1967. Den somaliske grundlov sikrer en afgående præsident livsvarigt medlemskab af nationalforsamlingen. Osman Daar fungerer nu som statsmand i forsøget på at etablere varig fred i Somalia. Han døde i en alder af 99 år på et hospital i Nairobi i Kenya i juni 2007 efter at have været alvorligt syg i flere måneder.